# مارسيا فو
مارسيا فو (بالبرتغالية: Márcia Fu) (26 يوليو 1969 في البرازيل - ) هي لاعبة كرة طائرة برازيلية في مركز مهاجم ‏. شاركت في الألعاب الأولمبية الصيفية 1988.

## وصلات خارجية
- مارسيا فو على موقع أوليمبيديا (الإنجليزية)
- مارسيا فو على موقع اللجنة الأولمبية البرازيلية (البرتغالية)